# Division I 2006-2007 (pallacanestro maschile)
La Division I 2006-2007 è stata la 75ª edizione del massimo campionato belga di pallacanestro maschile. La vittoria finale è stata appannaggio dell'Ostenda.

## Risultati

### Stagione regolare
|     | Squadra             | G  | V  | P  | PF | PS | Pt. | Qualificazione |
| --- | ------------------- | -- | -- | -- | -- | -- | --- | -------------- |
| 1.  | Spirou Charleroi    | 36 | 25 | 11 |    |    | 86  | playoff        |
| 2.  | Ostenda             | 36 | 23 | 13 |    |    | 82  | playoff        |
| 3.  | Anversa Giants      | 36 | 22 | 14 |    |    | 80  | playoff        |
| 4.  | Bree                | 36 | 22 | 14 |    |    | 80  | playoff        |
| 5.  | Okapi Aalstar       | 36 | 20 | 16 |    |    | 76  |                |
| 6.  | Mons-Hainaut        | 36 | 19 | 17 |    |    | 74  |                |
| 7.  | Verviers-Pepinster  | 36 | 15 | 21 |    |    | 66  |                |
| 8.  | Liegi               | 36 | 13 | 23 |    |    | 62  |                |
| 9.  | R. Atomia Bruxelles | 36 | 11 | 25 |    |    | 58  |                |
| 10. | Groot Lovanio       | 36 | 10 | 26 |    |    | 56  | retrocesso     |

### Playoff
|  | Semifinali | Semifinali       | Semifinali |         |    | Finale | Finale | Finale |  |
|  |            |                  |            |         |    |        |        |        |  |
|  | 1.         | Spirou Charleroi | 0          |         |    |        |        |        |  |
|  | 1.         | Spirou Charleroi | 0          |         |    |        |        |        |  |
|  | 4.         | Bree             | 2          |         |    |        |        |        |  |
|  | 4.         | Bree             | 2          |         | 4. | Bree   | 2      |        |  |
|  |            |                  |            |         | 4. | Bree   | 2      |        |  |
|  |            |                  | 2.         | Ostenda | 3  |        |        |        |  |
|  | 2.         | Ostenda          | 2.         | Ostenda | 3  | 2      |        |        |  |
|  | 2.         | Ostenda          |            |         |    |        |        |        |  |
|  | 3.         | Anversa Giants   | 0          |         |    |        |        |        |  |

| Division I 2006-2007 |
| -------------------- |
| Ostenda 12º titolo   |

## Formazione vincitrice
| N° | Naz.                            | Ruolo | Sportivo         |  | Alt. |  |
| -- | ------------------------------- | ----- | ---------------- |  | ---- |  |
|    | Germania (bandiera)             | GA    | Denis Wucherer   |  | 195  |  |
|    | Stati Uniti (bandiera)          | G     | Lavor Postell    |  | 196  |  |
|    | Stati Uniti (bandiera)          | AC    | Glen McGowan     |  | 204  |  |
|    | Stati Uniti (bandiera)          | P     | Rashad Wright    |  | 189  |  |
|    | Serbia (bandiera)               | AG    | Vanja Plisnić    |  | 205  |  |
|    | Stati Uniti (bandiera)          | G     | Titus Ivory      |  | 193  |  |
|    | Serbia (bandiera)               | GA    | Veselin Petrović |  | 195  |  |
|    | Belgio (bandiera)               | P     | Sam Van Rossom   |  | 188  |  |
|    | Bosnia ed Erzegovina (bandiera) | C     | Elvir Ovčina     |  | 211  |  |
|    | Belgio (bandiera)               | AC    | Sébastien Bellin |  | 205  |  |
|    | Israele (bandiera)              | All.  | Sharon Drucker   |  |      |  |

## Premi e riconoscimenti
- MVP regular season:  Len Matela, Anversa Giants